# Colchani
Colchani är en ort i Bolivia. Den ligger i departementet Potosí, i den sydvästra delen av landet, 220 km sydväst om huvudstaden Sucre. Colchani ligger 3 668 meter över havet och antalet invånare är 11 988.
Terrängen runt Colchani är en högslätt. Runt Colchani är det mycket glesbefolkat, med 2 invånare per kvadratkilometer.. Det finns inga andra samhällen i närheten. 
Omgivningarna runt Colchani är i huvudsak ett öppet busklandskap.  I trakten råder ett kallt ökenklimat. Årsmedeltemperaturen i trakten är 12 °C. Den varmaste månaden är december, då medeltemperaturen är 18 °C, och den kallaste är juni, med 2 °C. Genomsnittlig årsnederbörd är 261 millimeter. Den regnigaste månaden är januari, med i genomsnitt 92 mm nederbörd, och den torraste är september, med 2 mm nederbörd.